# Металло
Металло (англ. Metallo), настоящее имя Джон Корбен (англ. John Corben) — персонаж, суперзлодей, киборг и враг Супермена в комиксах издательства DC Comics. Отличительная черта Металло — его криптонитовый источник питания, который он часто использует в качестве оружия против Супермена. Металло впервые появился в выпуске Action Comics #252 (май 1959 год).

## История публикации
Персонаж дебютировал в комиксах Action Comics #252 (май 1959 года) в рассказе Роберта Бернштейна и Эла Пластино.
Был более ранний "Металло",  который появился в World's Finest #6 (лето 1942 года). Это был просто человек, который открыл самый мощный металл на Земле и изобрёл силовую сыворотку.

## Биография

### Золотой век
В Золотом веке комиксов Супермен боролся с неназванным ученым, называющим себя Металл, который носил стальную броню в сюжетной линии под названием Man of Steel Versus Man of Metal. Годы спустя, Супермен сталкивается с Джорджем Грантом — ещё одним злодеем по прозвищу Металл. Грант носил новые доспехи и принял также сыворотку, чтобы увеличить свою силу до сверхчеловеческого уровня.

### Серебряный век
В Серебряном веке Металло дебютировал как робот Джор в бою с Супербоем, в выпуске Superboy #45 (1956). Позже, в Серебряном веке появился Джон Корбен — более известный герой, носивший псевдоним Металло. Корбен, изначально журналист, а в тайне преступник, совершил непреднамеренное убийство. Во время бегства с места преступления, он пострадал и чуть не погиб и получил серьёзные травмы. Тело Корбена обнаружил пожилой ученый профессор Вейл, и использовал его в качестве научного эксперимента, пересадив мозг Корбена в тело робота, покрытого человеческими тканями. После того, как источник питания Корбена, капсулы урана, иссякли, Вейл сообщил, что криптонит обеспечит ему нескончаемый источник питания и поместил внутрь его тела криптонитовую батарею.
Корбен получил работу в газете «Daily Planet», где пытался завязать роман с Лоис Лейн решив, что он мог бы использовать свои силы для устранения Супермена, единственного, кто может посадить его в тюрьму за его преступления. После установки смертельной ловушки из криптонита для Супермена, Корбен украл то, что он считал образцом криптонита из музея в качестве нового источника питания, не зная, что камень на самом деле подделка; эта ошибка убила его, а Супермен в конечном итоге сбежал из криптонитовой ловушки.

### Бронзовый век
Второй Металло, Роджер, брат Джона Корбена, дебютировал в выпуске Superman #310 (апрель 1977). Им была создана тайная организация под названием «Череп», которая поместила мозг Роджера в тело робота, так как Роджер считал, что так он мог отомстить за смерть брата. Как и предыдущий Металло, он подпитывался зелёным криптонитом, хотя в отличие от прошлой версии, он носил оранжевые и зеленые доспехи, а также зелёный шлем, чтобы скрыть свой «новый» облик, который был создан с помощью пластической хирургии.
Эта версия Металло возвращалась на протяжении Бронзового века. Его окончательный вид был представлен Аланом Муром в комиксе Whatever Happened to the Man of Tomorrow? в 1986 году.

### Современная история
В текущей версии, Джон Корбен был мелким мошенником, который был смертельно ранен в автомобильной аварии, но на счастье, его нашёл профессор Вэйл. Профессор Вейл был пионером в области робототехники, и полагал, что Супермен Кал-Эл был первым из криптонских захватчиков, так как после восстановления корабля Супермена, Вейл ошибочно перевел «El» в имени Кал-Эла как «завоеватель». Позже, он пересадил мозг Корбена в тело робота, который работал на двух осколах криптонита, и поручил ему убить Супермена. Металло — такой псевдоним взял себе Корбен после того, как Вэйл закончил его броню, и вместо благодарности Вейлу он сломал ему шею.
Несмотря на игнорирование команды Вейла, Металло вступил в конфликт с Суперменом, в значительной степени из-за продолжительной деятельности Корбена в качестве мелкого бандита. Позже, Металло потерял криптонитовое сердце после нападения Лекса Лютора, хотя резервная система поддержки жизни позволила Металло возобновить питание и бежать, но позже несколько раз нападал на Супермена. Через некоторое время, родившийся в Индии герой, который называет себя Цельсий, порубил его на части с помощью тепла, но был восстановлен Нероном. Как результат, Металло мог соединяться с другими металлическими предметами и вырастать до чудовищных размеров. Во время одного боя. В ходе другого инцидента, Металло стал ещё более безумным, чем Джокер, и использовал свой рост чтобы уничтожить поезд в метро с пассажирами.
В Superman/Batman #2 (ноябрь 2003 год), были обнаружены доказательства, что Джон Корбен причастен к убийству Томаса и Марты Уэйн, родителей Брюса Уэйна. Это оказалось уловкой Лекса Лютора, организованной для того, чтобы свести Бэтмена и Супермена с ума. Позже мозг Корбена был отделён от тела Металло, и помещён в клонированную версию своего первоначального человеческого тела, продавца игрушек Хиро Окамура, чья семья была сделана из сплава Металло. Несмотря на то, что он снова стал простым человеком, он по-прежнему намеренно выступал против Супермена.

## Вне комиксов

### Телевидение
- Металло появился в качестве центрального персонажа в эпизоде «Metallo» игрового телесериала «Superboy», где его роль исполнил актёр Майкл Каллан. По сюжету, Роджер Рорбен — глава банды грабителей банков. Позже он эпизодически отметился в эпизодах «Super Menace», «People Vs. Metallo», «Threesome» (часть 1 и 2), и «Obituary for A Super-Hero».
- В во втором сезоне телесериала «Лоис и Кларк: Новые приключения Супермена», Джонии Корбен появился в эпизоде «Metallo», и его роль исполнил Скотт Валентайн. Джонни — бойфренд Люси Лейн и мелкий преступник. После того, как он был случайно застрелен во время задержания, сотрудник LexCorp доктор Эммет Вейл вставил в Джонни криптонитовое сердце.
- Брайн Остин Грин сыграл Металло в трёх эпизодах девятого сезона телесериала «Тайны Смолвилля».[8]
- Был одним из главных врагов Супермена в мультсериале «Superman: The Animated Series», где его озвучил Малкольм Макдауэлл.
- Появился в мультсериале «Лига Справедливости», в эпизоде «Hereafter», где был озвучен Кори Брайаном.
- В мультсериале «Лига справедливости без границ», Металло, озвученный Малкольмом Макдауэллом, появился в качестве одного из членов Секретного Общества Суперзлодеев.
- В 5 сезоне телесериала «Бэтмен» роль Металло сыграл актёр Лекс Лэнг.
- В анимационном фильме «Супермен/Бэтмен: Враги общества», который основан на одноимённой сюжетной арке Джефа Лоэба, Металло был озвучен Джоном Макгинли[9].
- Имел эпизодичную роль в полнометражном мультфильме «Сверхновый Супермен».
- Появляется в камео анимационном сериале «Бэтмен: отважный и смелый».
- Металло появляется как главный противник Супермена в полнометражном анимационном фильме «Лига Справедливости: Гибель» (Justice League: Doom)
- Металло появляется в 1 серии 2 сезона сериала «Supergirl». Является участником проекта «Кадмус». Во второй серии второго сезона появляется второй Металло. Позже оба Металло были убиты Супергёрл и её командой.
- Металло появляется в 8 серии 6 сезона телесериала «Стрела» от CW. Этот же эпизод является второй частью кроссовера «Кризис на Земле-Х». В данной серии Металло является оружием нацистов с Земли-Х, с помощью которого они смогли взять в плен всю команду героев.

### Видеоигры
- Появился в новом проекте DC — онлайн-игре «DC Universe Online», где его озвучивает Райан Викерхэм.[10]
- Был одним из босов в игре «Superman: Shadow of Apokolips», где его озвучил Малкольм Макдауэлл.
- В версии для Xbox игры «Superman: The Man of Steel» появился в качестве босса.
- В игре «Superman Returns» был озвучен Джоном Биллангли.
- В игре «Injustice 2» является играбельным персонажем, в виде премиум-скина для Киборга.
- В игре «Lego Batman 3» является игровым персонажем в свободной игре.

### Радио
- В радиоадаптации «The Man of Steel», которая была выпущена BBC Radio в 1990 году, Металло озвучил Саймон Тревес. По сюжету, Корбен, после испытания костюма Лекса Лютора, получает увечье, и один из докторов LexCorp спасает его, переместив в тело андроида.[11]

## Критика и отзывы
В 2009 году Металло занял 52 место в списке 100 величайших злодеев комиксов по версии IGN.